# Paysage culturel du pays konso
Le paysage culturel du pays konso est un site historique des hauts plateaux d'Éthiopie, dans le woreda de Konso, inscrit au patrimoine mondial de l'Unesco en 2011. Il comprend des terrasses en pierre à usage agricole, des villages fortifiés (les paletas) et des stèles funéraires (les wakas), en bois ou en pierre. L'ensemble témoigne des savoirs traditionnels des Konso et notamment de leur adaptation aux contraintes locales en matière d'agriculture.

## Description
Recouvrant une surface de 55 km2, le site se déploie sur les contreforts des hauts plateaux du pays konso, dans le Grand Rift. Les terrasses en pierre, en amont de trois vallées, sont entourées de murets qui mesurent jusqu'à cinq mètres de hauteur. Un système d'adduction répartit l'eau entre chaque parcelle. En haut des sommets, douze villages fortifiés, les paletas, sont entourés de un à cinq murs. Les moras, des structures communautaires avec des toits de chaume, bordent les places centrales, utilisées pour les fêtes et les activités collectives. Les wakas, groupes de statues funéraires qui évoquent les membres de la famille d'un défunt et son histoire, appartiennent également au site.

## Savoirs agricoles
Les terrasses qui assurent la rétention de l'eau et la fertilisation témoignent du savoir-faire des Konso en matière de conservation du sol, dans un contexte agroclimatique principalement humide mais marqué aussi par une forte érosion et un humus peu abondant. La culture en courbes de niveau, la rotation, la polyculture et l'engrais naturel sont au nombre des techniques fréquemment utilisées par les agriculteurs, ce qui explique la réussite des fermes de petite taille dans ces conditions peu favorables

## Pierres dressées et stèles en bois

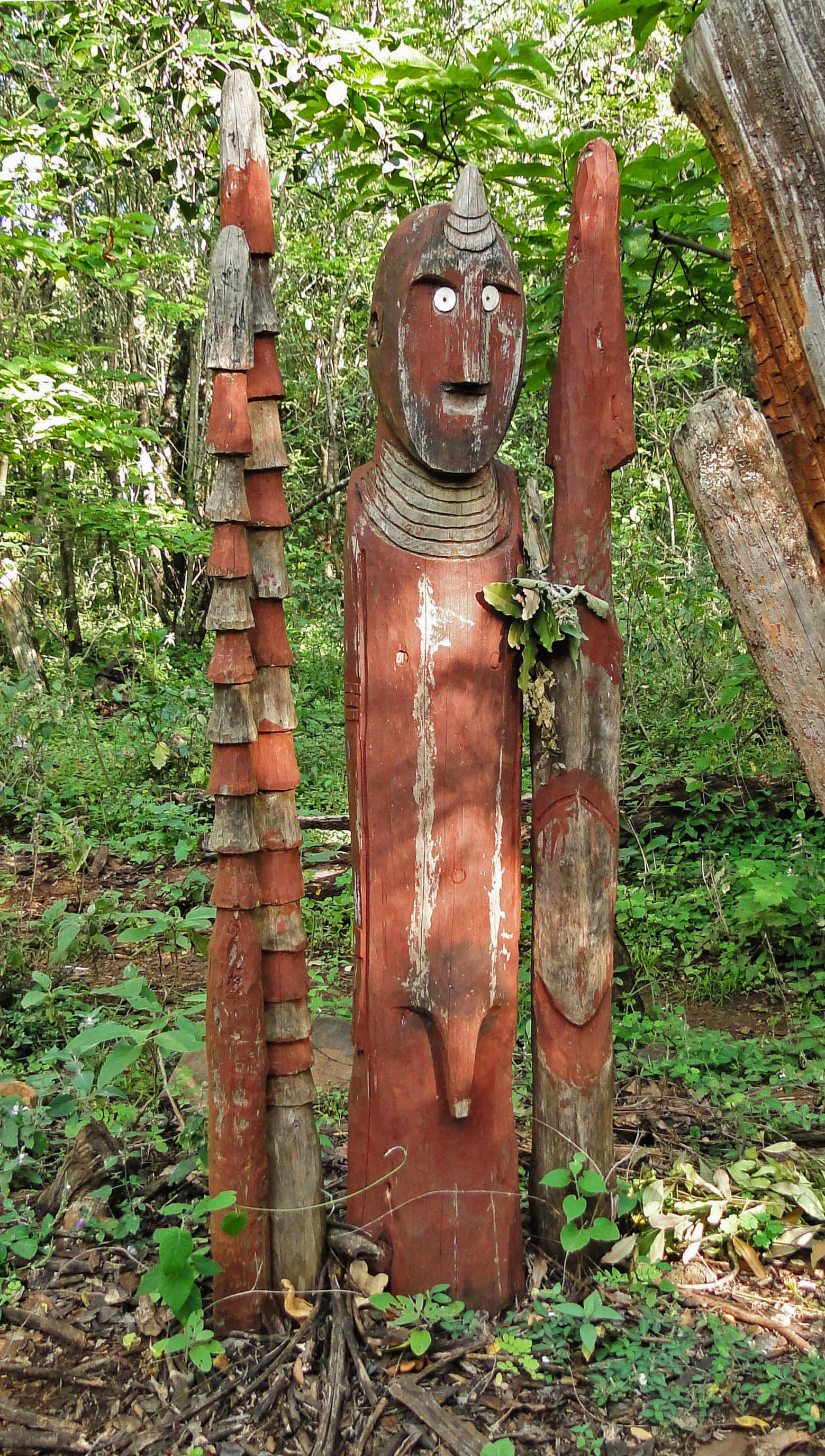
Waka en pays konso.

Les pierres dressées du pays konso, disposées sur les places des villages, se divisent en deux groupes : les dega hela, qui marquent la succession des générations, et les dega diruma, qui marquent un acte méritant, individuel ou collectif. Les wakas sont des statues de bois qui accompagnent la mort d'un héros, disposées à la vue de tous. Mesurant de 1 à 1,50 mètre, elles relèvent d'un hommage familial, par différence avec les pierres dressées. Un symbole phallique représente parfois le statut social du défunt.

## Conservation
La préservation des monuments, des sépultures et du mode de gestion autochtone est garantie par les lois coutumières, par l'administration de la région concernée, qui encadre le développement du pays konso par une proclamation de 2010 et, au niveau fédéral, par le biais d'un bureau de gestion tenus par des fonctionnaires nationaux. Dès 1996, la construction d'un musée destiné à protéger les wakas du trafic d'art a été réalisée, au détriment de la vocation originelle de ces statues.

## Entrée dans le patrimoine mondial
En 1994, l'Unesco adopte un plan stratégique pour pallier la surreprésentation de l'Europe, de l’architecture monumentale et du christianisme dans la liste du patrimoine mondial. Quoique l'Éthiopie bénéficie déjà des attentions de l'organisation internationale, une réunion d'experts à Addis-Abeba en 1996 encourage la recherche d'autres sites dans le pays. Une première tentative d'inscription du dossier échoue en 2002 à cause de ses lacunes, dont l'absence de représentation cartographique et celle de la signature du gouvernement éthiopien. Le projet est relancé en 2005 par l’action de la fondation américaine The Christensen Fund, engagée en faveur de la diversité biologique et culturelle. Le site est inscrit lors de la 35e session du Comité du patrimoine mondial, malgré le fait que le Conseil international des monuments et des sites (Icomos) mette en garde contre le délitement des savoirs agricoles autochtones, partie intégrante de la demande. La catégorie de « paysage culturel » s'explique par la volonté de rompre avec l'opposition entre nature et culture d'une part et d'autre part par le souhait de prendre en compte la pluralité des conceptions du passé.